# كود آرثر
كود آرثر (بالإنجليزية: Arthur Code)‏ (و. 1923 – 2009 م) هو عالم فلك من الولايات المتحدة الأمريكية . وكان عضواً في الأكاديمية الوطنية للعلوم .
توفي عن عمر يناهز 86 عاماً.

## الخدمة العسكرية
خدم في بحرية الولايات المتحدة.